# Хуліо Веласкес
Хуліо Веласкес (ісп. Julio Velázquez, нар. 5 жовтня 1981, Саламанка) — іспанський футбольний тренер.

## Кар'єра тренера
Розпочав тренувати ще у 15-річному віці, працюючи з аматорськими юнацькими командами свого рідного міста Саламанка. 2004 року вперше став головним тренером, очоливши аматорський клуб «Пенья Ріспуела», після чого керував ще кількома аматорськими клубами, найвищим з яких був «Атлетіко Вільякарлос» з Терсери. З 2009 року працював у клубі «Реал Вальядолід», спочатку тренуючи юнацьку команду, а потім і дубль.
2010 року у віці 29 років вперше очолив професійний клуб, ним стало «Полідепортіво» з Сегунди Б, третього за рівнем дивізіону Іспанії, але ще до закінчення першого сезону у березні 2011 року був звільнений.
У липні 2011 року увійшов до структури «Вільярреала», де очолив третю команду клубу, що грала у Терсері, змінивши на цій посаді Хосе Франсіско Моліну, що перейшов на роботу з дублем. Втім вже в грудні Моліна став головним тренером основної команди, а Веласкес очолив «Вільярреал Б» з Сегунди. Завдяки цьому Хуліо у 30 років став наймолодшим тренером в історії іспанської Сегунди. Команда під керівництвом Веласкеса зайняла 12 місце, але оскільки головна команда вилетіла з Ла Ліги, то дубль змушений був опуститись до Сегунди Б. Тим не менш Веласкес залишився працювати у Сегунді, оскільки 13 червня 2012 року став головним тренером першої команди «Вільярреала», отримавши завдання повернути її в елітний дивізіон. 13 січня наступного року, після нічиєї 1:1 проти «Альмерії», коли команда перебувала лише на п'ятому місці в таблиці, Веласкес був звільнений з посади. 
Після цього Хуліо очолював інші команди Сегунди «Реал Мурсія» та «Реал Бетіс», а 16 грудня 2015 року став головним тренером португальського «Белененсеша», зайнявши з командою 9 місце у вищому португальському дивізіоні сезону 2015/16, після чого повернувся на батьківщину і знову став працювати у Сегунді, цього разу з «Алькорконом», де працював з жовтня 2016 року і до червня 2018 року, в обох сезонах зберігаючи команді прописку в другому дивізіоні.
7 червня 2018 року став головним тренером клубу італійської Серії А «Удінезе», але вже 13 листопада був звільнений, здобувши лише 2 перемоги у 13 матчах з клубом.

## Статистика
Станом на 11 листопада 2018
| Команда             | З              | По                | Результати | Результати | Результати | Результати | Результати |
| Команда             | З              | По                | І          | В          | Н          | П          | В%         |
| ------------------- | -------------- | ----------------- | ---------- | ---------- | ---------- | ---------- | ---------- |
| «Реал Вальядолід Б» | 1 січня 2010   | 30 червня 2010    | 23         | 15         | 3          | 5          | 65,22      |
| «Полідепортіво»     | 1 липня 2010   | 15 березня 2011   | 33         | 11         | 9          | 13         | 33,33      |
| «Вільярреал C»      | 1 липня 2011   | 22 грудня 2011    | 21         | 9          | 5          | 7          | 42,86      |
| «Вільярреал Б»      | 22 грудня 2011 | 13 червня 2012    | 24         | 10         | 4          | 10         | 41,67      |
| «Вільярреал»        | 13 червня 2012 | 13 січня 2013     | 22         | 8          | 8          | 6          | 36,36      |
| «Реал Мурсія»       | 10 липня 2013  | 16 червня 2014    | 45         | 16         | 18         | 11         | 35,56      |
| «Реал Бетіс»        | 16 червня 2014 | 24 листопада 2014 | 16         | 8          | 3          | 5          | 50,00      |
| «Белененсеш»        | 17 грудня 2015 | 6 жовтня 2016     | 31         | 10         | 11         | 10         | 32,26      |
| «Алькоркон»         | 13 жовтня 2016 | 4 червня 2018     | 81         | 23         | 28         | 30         | 28,40      |
| «Удінезе»           | 7 червня 2018  | 13 листопада 2018 | 13         | 2          | 3          | 8          | 15,38      |
| Всього              | Всього         | Всього            | 309        | 112        | 92         | 105        | 36,25      |